# Лоєво (Вармінсько-Мазурське воєводство)
Лоєво (пол. Łojewo, нім. Lauenhof) — село в Польщі, у гміні Плоскіня Браневського повіту Вармінсько-Мазурського воєводства.
У 1975-1998 роках село належало до Ельблонзького воєводства.